# Lijst van afleveringen van The Twilight Zone
Dit is een lijst van afleveringen van The Twilight Zone (Nederlandse naam: Tweeduuster).

## De originele serie (1959-1964)

### Seizoen 1: 1959-1960
| Nr. | Titel                                | Regisseur                     | Schrijver(s)                              | Uitzenddatum     | Productienummer |  |
| --- | ------------------------------------ | ----------------------------- | ----------------------------------------- | ---------------- | --------------- |  |
| 1 | Where Is Everybody?                  | Robert Stevens                | Rod Serling                               | 2 oktober 1959   | 173-3601        |  |
| Een man bevindt zich in een verlaten stad, en probeert te achterhalen wie en waar hij is. In 1970 ook in Nederland opgenomen door de NCRV als Waar is iedereen. |                                      |                               |                                           |                  |                 |  |
| 2 | One for the Angels                   | Robert Parrish                | Rod Serling                               | 9 oktober 1959   | 173-3608        |  |
| Een verkoper maakt een deal met de dood zodat hij kan blijven leven tot hij een grote slag heeft geslagen.                                                      |                                      |                               |                                           |                  |                 |  |
| 3 | Mr. Denton on Doomsday               | Allen Reisner                 | Rod Serling                               | 16 oktober 1959  | 173-3609        |  |
| Een mislukte schutter krijgt een tweede kans van een mysterieuze man.                                                                                           |                                      |                               |                                           |                  |                 |  |
| 4 | The Sixteen-Millimeter Shrine        | Mitchell Leisen               | Rod Serling                               | 23 oktober 1959  | 173-3610        |  |
| Een filmster op leeftijd leidt een geheim leven in haar eigen kamer.                                                                                            |                                      |                               |                                           |                  |                 |  |
| 5 | Walking Distance                     | Robert Stevens                | Rod Serling                               | 30 oktober 1959  | 173-3605        |  |
| Terwijl hij zijn jeugdplaats bezoekt, belandt een man in het verleden.                                                                                          |                                      |                               |                                           |                  |                 |  |
| 6 | Escape Clause                        | Mitchell Leisen               | Rod Serling                               | 6 november 1959  | 173-3603        |  |
| Een kwaadwillige hypochonder verkoopt zijn ziel aan de duivel voor eeuwig leven.                                                                                |                                      |                               |                                           |                  |                 |  |
| 7 | The Lonely                           | Jack Smight                   | Rod Serling                               | 13 november 1959 | 173-3602        |  |
| Een gedetineerde veroordeeld tot ballingschap op een verlaten planeet krijgt van de kapitein van het gevangenentransport een cadeau.                            |                                      |                               |                                           |                  |                 |  |
| 8 | Time Enough at Last                  | John Brahm                    | Lyn Venable / Rod Serling                 | 20 november 1959 | 173-3614        |  |
| Een aan lezen verslaafde man overleeft als enige en nucleaire oorlog.                                                                                           |                                      |                               |                                           |                  |                 |  |
| 9 | Perchance to Dream                   | Robert Florey                 | Charles Beaumont                          | 27 november 1959 | 173-3616        |  |
| Een man met een hartkwaal is bang in slaap te vallen. |                                      |                               |                                           |                  |                 |  |
| 10 | Judgment Night                       | John Brahm                    | Rod Serling                               | 4 december 1959  | 173-3604        |  |
| Een kapitein van een duikboot moet zijn verleden onder ogen zien.                                                                                               |                                      |                               |                                           |                  |                 |  |
| 11 | And When the Sky Was Opened          | Douglas Heyes                 | Richard Matheson / Rod Serling            | 11 december 1959 | 173-3611        |  |
| De crew van een experimenteel ruimteschip begint een voor een te verdwijnen.                                                                                    |                                      |                               |                                           |                  |                 |  |
| 12 | What You Need                        | Alvin Ganzer                  | Lewis Padgett / Rod Serling               | 25 december 1959 | 173-3622        |  |
| Een verkoper heeft de gave om iedereen datgene te verkopen wat die persoon echt nodig heeft.                                                                    |                                      |                               |                                           |                  |                 |  |
| 13 | The Four of Us Are Dying             | John Brahm                    | George Clayton Johnson / Rod Serling      | 1 januari 1960   | 173-3618        |  |
| Arch Hammer is een man die zijn gezicht kan aanpassen om zo op iedereen te lijken.                                                                              |                                      |                               |                                           |                  |                 |  |
| 14 | Third from the Sun                   | Richard L. Bare               | Richard Matheson / Rod Serling            | 8 januari 1960   | 173-3615        |  |
| Met de wereld op het randje van een nucleaire oorlog bouwen twee mannen een raket om hun familie naar een nieuwe planeet te brengen.                            |                                      |                               |                                           |                  |                 |  |
| 15 | I Shot an Arrow into the Air         | Stuart Rosenberg              | Madelon Champion / Rod Serling            | 15 januari 1960  | 173-3626        |  |
| Een ruimteschip stort neer op een blijkbaar onbekende asteroïde.                                                                                                |                                      |                               |                                           |                  |                 |  |
| 16 | The Hitch-Hiker                      | Alvin Ganzer                  | Rod Serling                               | 22 januari 1960  | 173-3612        |  |
| Een mysterieuze lifter volgt een vrouw op haar reis. |                                      |                               |                                           |                  |                 |  |
| 17 | The Fever                            | Robert Florey                 | Rod Serling                               | 29 januari 1960  | 173-3627        |  |
| Een man raakt verslaafd aan gokken. |                                      |                               |                                           |                  |                 |  |
| 18 | The Last Flight                      | William Claxton               | Richard Matheson                          | 5 februari 1960  | 173-3607        |  |
| Een Britse piloot uit de Eerste Wereldoorlog landt op een Amerikaanse basis in 1959 na door een mysterieuze wolk te zijn gevlogen.                              |                                      |                               |                                           |                  |                 |  |
| 19 | The Purple Testament                 | Richard L. Bare               | Rod Serling                               | 12 februari 1960 | 173-3619        |  |
| Een luitenant die dient in de Tweede Wereldoorlog krijgt de gave te zien wie er binnenkort gaat sterven.                                                        |                                      |                               |                                           |                  |                 |  |
| 20 | Elegy                                | Douglas Heyes                 | Charles Beaumont                          | 19 februari 1960 | 173-3625        |  |
| Astronauten Meyers, Webber en Kirby landen hun ruimteschip op een asteroïde, maar ontdekken al snel dat die niet verlaten is.                                   |                                      |                               |                                           |                  |                 |  |
| 21 | Mirror Image                         | John Brahm                    | Rod Serling                               | 26 februari 1960 | 173-3623        |  |
| Een vrouw die wacht op de bus begint vreemde dingen te zien. |                                      |                               |                                           |                  |                 |  |
| 22 | The Monsters Are Due on Maple Street | Ronald Winston                | Rod Serling                               | 4 maart 1960     | 173-3620        |  |
| Na een reeks vreemde gebeurtenissen beginnen buren elkaar te van verdenken aliens te zijn.                                                                      |                                      |                               |                                           |                  |                 |  |
| 23 | A World of Difference                | Ted Post                      | Richard Matheson                          | 11 maart 1960    | 173-3624        |  |
| Een zakenman ontdekt dat zijn leven slechts een rol is in een televisieserie.                                                                                   |                                      |                               |                                           |                  |                 |  |
| 24 | Long Live Walter Jameson             | Tony Leader                   | Charles Beaumont                          | 18 maart 1960    | 173-3621        |  |
| Walter Jameson, een professor, beschikt over het geheim van de eeuwige jeugd.                                                                                   |                                      |                               |                                           |                  |                 |  |
| 25 | People Are Alike All Over            | Mitchell Leisen               | Paul W. Fairman / Rod Serling             | 25 maart 1960    | 173-3613        |  |
| Op een missie naar Mars ontdekt een astronaut dat de mensen overal hetzelfde zijn.                                                                              |                                      |                               |                                           |                  |                 |  |
| 26 | Execution                            | David Orrick McDearmon        | George Clayton Johnson / Rod Serling      | 1 april 1960     | 173-3628        |  |
| Een crimineel die op het punt staat geëxecuteerd te worden wordt naar de toekomst gebracht.                                                                     |                                      |                               |                                           |                  |                 |  |
| 27 | The Big Tall Wish                    | Ron Winston                   | Rod Serling                               | 8 april 1960     | 173-3630        |  |
| Een mislukte bokser veranderd opeens in een ster dankzij de wens van een kind.                                                                                  |                                      |                               |                                           |                  |                 |  |
| 28 | A Nice Place to Visit                | John Brahm                    | Charles Beaumont                          | 15 april 1960    | 173-3632        |  |
| Een crimineel denkt in de hemel te zijn beland. |                                      |                               |                                           |                  |                 |  |
| 29 | Nightmare as a Child                 | Alvin Ganzer                  | Rod Serling                               | 29 april 1960    | 173-3635        |  |
| Schoolleraar Helen Foley ontdekt een vreemd en zeer serieus meisje genaamd Markie op de trap voor haar appartement.                                             |                                      |                               |                                           |                  |                 |  |
| 30 | A Stop at Willoughby                 | Buck Houghton                 | Rod Serling                               | 6 mei 1960       | 173-3629        |  |
| Een overwerkte reclamemaker probeert tijdens een treinreis eerder uit te stappen.                                                                               |                                      |                               |                                           |                  |                 |  |
| 31 | The Chaser                           | Douglas Heyes                 | John Henry Collier / Robert Presnell, Jr. | 13 mei 1960      | 173-3636        |  |
| Een man gebruikt een liefdesdrank om de vrouw van zijn dromen voor zich te winnen.                                                                              |                                      |                               |                                           |                  |                 |  |
| 32 | A Passage for Trumpet                | Don Medford                   | Rod Serling                               | 20 mei 1960      | 173-3633        |  |
| Een trompettist die vrijwel alleen maar tegenslag heeft gekend krijgt een tweede kans in het leven.                                                             |                                      |                               |                                           |                  |                 |  |
| 33 | Mr. Bevis                            | William Asher                 | Rod Serling                               | 3 juni 1960      | 173-3631        |  |
| Een mans beschermengel probeert zijn leven te verbeteren. |                                      |                               |                                           |                  |                 |  |
| 34 | The After Hours                      | Douglas Heyes                 | Rod Serling                               | 10 juni 1960     | 173-3637        |  |
| Marsha White is op zoek naar een geschenk voor haar moeder, en ontdekt dat ze niet de persoon is die ze dacht dat ze is.                                        |                                      |                               |                                           |                  |                 |  |
| 35 | The Mighty Casey                     | Robert Parrish / Alvin Ganzer | Rod Serling                               | 17 juni 1960     | 173-3617        |  |
| De coach van een slecht presterend basketbalteam staat toe dat de robot Casey zich bij het team voegt.                                                          |                                      |                               |                                           |                  |                 |  |
| 36 | A World of His Own                   | Ralph Nelson                  | Richard Matheson                          | 1 juli 1960      | 173-3634        |  |
| Een schrijver ontdekt de gave om alles wat hij schrijft op een typemachine werkelijkheid te laten worden.                                                       |                                      |                               |                                           |                  |                 |  |

### Seizoen 2: 1960-1961
| Nr. | Titel                                  | Regisseur              | Schrijver(s)                              | Uitzenddatum      | Productienummer |  |
| --- | -------------------------------------- | ---------------------- | ----------------------------------------- | ----------------- | --------------- |  |
| 37 | King Nine Will Not Return              | Buzz Kulik             | Rod Serling                               | 30 september 1960 | 173-3639        |  |
| Een bommenwerper uit de Tweede Wereldoorlog stort neer in de woestijn. Kapitein James Embry ontwaakt kort na de crash, en ontdekt dat zijn crew is verdwenen.                                       |                                        |                        |                                           |                   |                 |  |
| 38 | The Man in the Bottle                  | Buck Houghton          | Rod Serling                               | 7 oktober 1960    | 173-3638        |  |
| Een lommerd en zijn vrouw krijgen vier wensen aangeboden van een djinn. |                                        |                        |                                           |                   |                 |  |
| 39 | Nervous Man in a Four Dollar Room      | Douglas Heyes          | Rod Serling                               | 14 oktober 1960   | 173-3641        |  |
| Een onzekere en onsuccesvolle gangster genaamd Jackie wacht in een goedkope vieze hotelkamer op zijn baas.                                                                                          |                                        |                        |                                           |                   |                 |  |
| 40 | A Thing About Machines                 | David Orrick McDearmon | Rod Serling                               | 28 oktober 1960   | 173-3645        |  |
| Een schrijver met een kort lontje begint te vermoeden dat de machines om hem heen tegen hem samenspannen.                                                                                           |                                        |                        |                                           |                   |                 |  |
| 41 | The Howling Man                        | Douglas Heyes          | Charles Beaumont                          | 4 november 1960   | 173-3642        |  |
| Een man die door Europa reist komt een religieuze orde tegen die de duivel heeft gevangen. |                                        |                        |                                           |                   |                 |  |
| 42 | The Eye of the Beholder                | Douglas Heyes          | Rod Serling                               | 11 november 1960  | 173-3640        |  |
| Een vrouw ondergaat een operatie in een poging er uit te zien zoals iedereen. |                                        |                        |                                           |                   |                 |  |
| 43 | Nick of Time                           | Richard L. Bare        | Richard Matheson                          | 18 november 1960  | 173-3643        |  |
| Op zijn huwelijksreis raakt een man in de ban van een machine die de toekomst kan voorspellen. |                                        |                        |                                           |                   |                 |  |
| 44 | The Lateness of the Hour               | Jack Smight            | Rod Serling                               | 2 december 1960   | 173-3652        |  |
| Een vrouw is bezorgd over het feit dat haar ouders levensechte robots gebruiken als dirnaren. |                                        |                        |                                           |                   |                 |  |
| 45 | The Trouble With Templeton             | Buzz Kulik             | Rod Serling                               | 9 december 1960   | 173-3649        |  |
| Booth Templeton is een Broadwayacteur die met nostalgie terugdenkt aan zijn jonge jaren en zijn overleden vrouw. Hij belandt op mysterieuze wijze in het jaar 1927, toen hij zijn doorbraak maakte. |                                        |                        |                                           |                   |                 |  |
| 46 | A Most Unusual Camera                  | Buzz Kulik             | E. Jack Neuman                            | 16 december 1960  | 173-3606        |  |
| Twee dieven stelen een camera die de toekomst kan voorspellen. |                                        |                        |                                           |                   |                 |  |
| 47 | The Night of the Meek                  | Jack Smight            | Rod Serling                               | 23 december 1960  | 173-3663        |  |
| Een dronken man gekleed als de Kerstman ontvangt een magische zak. |                                        |                        |                                           |                   |                 |  |
| 48 | Dust                                   | Douglas Heyes          | Rod Serling                               | 6 januari 1961    | 173-3653        |  |
| Een handelsreiziger verkoopt een zak “magisch poeder” aan de familie van een gedetineerde. |                                        |                        |                                           |                   |                 |  |
| 49 | Back There                             | David Orrick McDearmon | Rod Serling                               | 13 januari 1961   | 173-3648        |  |
| Een man reist terug in de tijd in een poging om de moord op President Lincoln te stoppen. |                                        |                        |                                           |                   |                 |  |
| 50 | The Whole Truth                        | James Sheldon          | Rod Serling                               | 20 januari 1961   | 173-3666        |  |
| Een verkoper van tweedehands auto's krijgt een auto in handen die hem dwingt de waarheid te vertellen.                                                                                              |                                        |                        |                                           |                   |                 |  |
| 51 | The Invaders                           | Douglas Heyes          | Richard Matheson                          | 27 januari 1961   | 173-3646        |  |
| Een vrouw die afgezonderd woont wordt geterroriseerd door aliens. |                                        |                        |                                           |                   |                 |  |
| 52 | A Penny for Your Thoughts              | James Sheldon          | George Clayton Johnson                    | 3 februari 1961   | 173-3650        |  |
| Een man krijgt de gave om gedachten te lezen indien een munt die hij tost op zijn zijkant valt. |                                        |                        |                                           |                   |                 |  |
| 53 | Twenty Two                             | Jack Smight            | Rod Serling                               | 10 februari 1961  | 173-3664        |  |
| Een vrouw in het ziekenhuis krijgt telkens dezelfde droom. |                                        |                        |                                           |                   |                 |  |
| 54 | The Odyssey of Flight 33               | Justus Addiss          | Rod Serling                               | 24 februari 1961  | 173-3651        |  |
| Een vliegtuig dat op weg is van Londen naar New York reist terug in de tijd. |                                        |                        |                                           |                   |                 |  |
| 55 | Mr. Dingle, the Strong                 | John Brahm             | Rod Serling                               | 3 maart 1961      | 173-3644        |  |
| In een experiment geven twee Martianen de stofzuigerverkoper Luther Dingle superkrachten. |                                        |                        |                                           |                   |                 |  |
| 56 | Static                                 | Buzz Kulik             | Charles Beaumont                          | 10 maart 1961     | 173-3665        |  |
| De oude radio van een man begint een programma uit het verleden uit te zenden dat alleen hij kan horen.                                                                                             |                                        |                        |                                           |                   |                 |  |
| 57 | The Prime Mover                        | Richard L. Bare        | George Clayton Johnson / Charles Beaumont | 24 maart 1961     | 173-3647        |  |
| Ace Larsen ontdekt dat zijn partner, Jimbo Cobb, telekinetische krachten bezit. |                                        |                        |                                           |                   |                 |  |
| 58 | Long Distance Call                     | James Sheldon          | William Idelson / Charles Beaumont        | 31 maart 1961     | 173-3667        |  |
| Een jongen kan via de speelgoedtelefoon die hij van zijn inmiddels overleden oma heeft gekregen met haar communiceren.                                                                              |                                        |                        |                                           |                   |                 |  |
| 59 | A Hundred Yards Over the Rim           | Buzz Kulik             | Rod Serling                               | 7 april 1961      | 173-3654        |  |
| De leider van een groep pioniers uit 1847 belandt in de toekomst. |                                        |                        |                                           |                   |                 |  |
| 60 | The Rip Van Winkle Caper               | Justus Addiss          | Rod Serling                               | 21 april 1961     | 173-3655        |  |
| Een bende gouddieven gebruikt schijndood om in de toekomst te komen. |                                        |                        |                                           |                   |                 |  |
| 61 | The Silence                            | Boris Sagal            | Rod Serling                               | 28 april 1961     | 173-3658        |  |
| Een man gaat de weddenschap aan dat hij een jaar lang niet zal praten. |                                        |                        |                                           |                   |                 |  |
| 62 | Shadow Play                            | John Brahm             | Charles Beaumont                          | 5 mei 1961        | 173-3657        |  |
| Een man die beschuldigd wordt van moord probeert degene die hem moet executeren ervan te overtuigen dat dit alles maar een droom is.                                                                |                                        |                        |                                           |                   |                 |  |
| 63 | The Mind and the Matter                | Buzz Kulik             | Rod Serling                               | 12 mei 1961       | 173-3659        |  |
| Mr. Archibald Beechcroft gebruikt mentale krachten om de wereld waar hij in woont te veranderen. |                                        |                        |                                           |                   |                 |  |
| 64 | Will the Real Martian Please Stand Up? | Montgomery Pittman     | Rod Serling                               | 26 mei 1961       | 173-3660        |  |
| Een groep busreizigers ontdekt dat er opeens een extra persoon bij de groep is gekomen. |                                        |                        |                                           |                   |                 |  |
| 65 | The Obsolete Man                       | Elliot Silverstein     | Rod Serling                               | 2 juni 1961       | 173-3661        |  |
| In de toekomst moet Romney Wordsworth voor de rechter verschijnen omdat hij nutteloos zou zijn. |                                        |                        |                                           |                   |                 |  |

### Seizoen 3: 1961-1962
| Nr. | Titel                                | Regisseur                       | Schrijver(s)                     | Uitzenddatum      | Productienummer |  |
| --- | ------------------------------------ | ------------------------------- | -------------------------------- | ----------------- | --------------- |  |
| 66 | Two                                  | Montgomery Pittman              | Montgomery Pittman               | 15 september 1961 | 4802            |  |
| Een mannelijke en een vrouwelijke overlevende van twee tegenstrijdige legers ontmoeten elkaar in een apocalyptische wereld.                                                |                                      |                                 |                                  |                   |                 |  |
| 67 | The Arrival                          | Boris Sagal                     | Rod Serling                      | 22 september 1961 | 4814            |  |
| Nadat een vliegtuig arriveert zonder passagiers en bemanning, onderzoekt Grant Shackly van de FAA het mysterie.                                                            |                                      |                                 |                                  |                   |                 |  |
| 68 | The Shelter                          | Lamont Johnson                  | Rod Serling                      | 29 september 1961 | 4803            |  |
| Buren proberen de schuilkelder van een man binnen te dringen nadat er een alarm wordt afgegeven.                                                                           |                                      |                                 |                                  |                   |                 |  |
| 69 | The Passersby                        | Elliot Silverstein              | Rod Serling                      | 6 oktober 1961    | 4817            |  |
| Een vrouw wacht op de terugkeer van haar man aan het eind van de Burgeroorlog.                                                                                             |                                      |                                 |                                  |                   |                 |  |
| 70 | A Game of Pool                       | Buzz Kulik                      | George Clayton Johnson           | 13 oktober 1961   | 4815            |  |
| Een poolspeler daagt een al lang overleden topspeler uit tot een duel. |                                      |                                 |                                  |                   |                 |  |
| 71 | The Mirror                           | Don Medford                     | Rod Serling                      | 20 oktober 1961   | 4819            |  |
| Een revolutionaire leider ziet overal vijanden, zelfs in zijn spiegelbeeld.                                                                                                |                                      |                                 |                                  |                   |                 |  |
| 72 | The Grave                            | Montgomery Pittman              | Montgomery Pittman               | 27 oktober 1961   | 3656            |  |
| Een huurmoordenaar bezoekt het graf van zijn vijand. |                                      |                                 |                                  |                   |                 |  |
| 73 | It's a Good Life                     | James Sheldon                   | Jerome Bixby / Rod Serling       | 3 november 1961   | 4801            |  |
| Een klein stadje is volledig in de greep van een zes jaar oud kind met vrijwel ongelimiteerde mentale krachten.                                                            |                                      |                                 |                                  |                   |                 |  |
| 74 | Deaths-Head Revisited                | Don Medford                     | Rod Serling                      | 10 november 1961  | 4804            |  |
| Een voormalige kapitein van de nazi's keert terug naar de ruïnes van het Dachu concentratiekamp, alwaar hij zijn herinneringen aan de plek opnieuw beleeft.                |                                      |                                 |                                  |                   |                 |  |
| 75 | The Midnight Sun                     | Anton Leader                    | Rod Serling                      | 17 november 1961  | 4818            |  |
| Een vrouw probeert zich staande te houden in haar appartement terwijl de aarde op de zon afvliegt.                                                                         |                                      |                                 |                                  |                   |                 |  |
| 76 | Still Valley                         | James Sheldon                   | Rod Serling                      | 24 november 1961  | 4808            |  |
| Een soldaat maakt een deal met de duivel om zijn leger te helpen. |                                      |                                 |                                  |                   |                 |  |
| 77 | The Jungle                           | William Claxton                 | Charles Beaumont                 | 1 december 1961   | 4806            |  |
| Een man die werkt aan een damproject in Afrika wordt vervloekt, maar gelooft dit zelf niet.                                                                                |                                      |                                 |                                  |                   |                 |  |
| 78 | Once Upon a Time                     | Norman Z. McLeod / Les Goodwins | Richard Matheson                 | 15 december 1961  | 4820            |  |
| Een conciërge uit de jaren 80 reist af naar de toekomst. |                                      |                                 |                                  |                   |                 |  |
| 79 | Five Characters in Search of an Exit | Lamont Johnson                  | Rod Serling                      | 22 december 1961  | 4805            |  |
| Een majoor, een clown, een hobo, een balletdanseres en een doedelzakspeler ontwaken samen in een kolossale cilinder zonder zich te herinneringen hoe ze daar gekomen zijn. |                                      |                                 |                                  |                   |                 |  |
| 80 | A Quality of Mercy                   | Buzz Kulik                      | Sam Rolfe / Rod Serling          | 29 december 1961  | 4809            |  |
| Een jonge Amerikaanse luitenant uit de Tweede Wereldoorlog beveelt zijn troepen een aanval uit te voeren op een groep zieke en gewonde Japanners.                          |                                      |                                 |                                  |                   |                 |  |
| 81 | Nothing in the Dark                  | Lamont Johnson                  | George Clayton Johnson           | 5 januari 1962    | 3662            |  |
| Een oude vrouw verbergt zich in haar appartement uit angst voor de dood.                                                                                                   |                                      |                                 |                                  |                   |                 |  |
| 82 | One More Pallbearer                  | Lamont Johnson                  | Rod Serling                      | 12 januari 1962   | 4823            |  |
| Een rijke excentrieke man probeert drie mensen die hem volgens eigen zeggen onrecht hebben aangedaan zover te krijgen dat ze hun excuses aanbieden.                        |                                      |                                 |                                  |                   |                 |  |
| 83 | Dead Man's Shoes                     | Montgomery Pittman              | Charles Beaumont / OCee Ritch    | 19 januari 1962   | 4824            |  |
| Een dakloze man steelt de schoenen van een dode man, en wordt overgenomen door diens persoonlijkheid.                                                                      |                                      |                                 |                                  |                   |                 |  |
| 84 | The Hunt                             | Harold Schuster                 | Earl Hamner, Jr.                 | 26 januari 1962   | 4810            |  |
| Een jager ontdekt dat hij is gestorven. |                                      |                                 |                                  |                   |                 |  |
| 85 | Showdown with Rance McGrew           | Christian Nyby                  | Rod Serling                      | 2 februari 1962   | 4812            |  |
| Een acteur uit een westernserie krijgt bezoek van Jesse James. |                                      |                                 |                                  |                   |                 |  |
| 86 | Kick the Can                         | Lamont Johnson                  | George Clayton Johnson           | 9 februari 1962   | 4821            |  |
| Een gepensioneerde man denkt het geheim van de eeuwige jeugd te hebben ontdekt.                                                                                            |                                      |                                 |                                  |                   |                 |  |
| 87 | A Piano in the House                 | David Greene                    | Earl Hamner, Jr.                 | 16 februari 1962  | 4825            |  |
| Een kwaadwillige criticus ontdekt dat een pianola die hij heeft gekocht mensen hun emoties laat tonen.                                                                     |                                      |                                 |                                  |                   |                 |  |
| 88 | The Last Rites of Jeff Myrtlebank    | Montgomery Pittman              | Montgomery Pittman               | 23 februari 1962  | 4811            |  |
| Een man keert tijdens zijn begrafenis terug uit de dood. |                                      |                                 |                                  |                   |                 |  |
| 89 | To Serve Man                         | Richard L. Bare                 | Damon Knight / Rod Serling       | 2 maart 1962      | 4807            |  |
| Een buitenaards ras arriveert op aarde, en beweert de mensheid te willen helpen.                                                                                           |                                      |                                 |                                  |                   |                 |  |
| 90 | The Fugitive                         | Richard L. Bare                 | Charles Beaumont                 | 9 maart 1962      | 4816            |  |
| Een buitenaardse vluchteling raakt bevriend met een groep kinderen. |                                      |                                 |                                  |                   |                 |  |
| 91 | Little Girl Lost                     | Paul Stewart                    | Richard Matheson                 | 16 maart 1962     | 4828            |  |
| Een meisje kruipt door een interdimensionale poort in haar kamer. |                                      |                                 |                                  |                   |                 |  |
| 92 | Person or Persons Unknown            | John Brahm                      | Charles Beaumont                 | 23 maart 1962     | 4829            |  |
| Een man ontdekt op een ochtend dat zijn hele leven is uitgewist. |                                      |                                 |                                  |                   |                 |  |
| 93 | The Little People                    | William Claxton                 | Rod Serling                      | 30 maart 1962     | 4822            |  |
| Een astronaut ontdekt op een afgelegen planeet een ras van minimensen, en besluit over hen te heersen als een soort god.                                                   |                                      |                                 |                                  |                   |                 |  |
| 94 | Four O'Clock                         | Lamont Johnson                  | Price Day / Rod Serling          | 6 april 1962      | 4832            |  |
| Oliver Crangle is een man die een verzameling bijhoudt van mensen die volgens hem slecht zijn.                                                                             |                                      |                                 |                                  |                   |                 |  |
| 95 | Hocus-Pocus and Frisby               | Lamont Johnson                  | Frederic Louis Fox / Rod Serling | 13 april 1962     | 4833            |  |
| Een verhalenverteller ontmoet een groep aliens. |                                      |                                 |                                  |                   |                 |  |
| 96 | The Trade-Ins                        | Elliot Silverstein              | Rod Serling                      | 20 april 1962     | 4831            |  |
| Een oud koppel moet beslissen wie van hen de kans mag krijgen weer jong te worden.                                                                                         |                                      |                                 |                                  |                   |                 |  |
| 97 | The Gift                             | Allen H. Miner                  | Rod Serling                      | 27 april 1962     | 4830            |  |
| Een alien brengt een geschenk voor de mensheid naar de aarde, maar wordt verkeerd begrepen.                                                                                |                                      |                                 |                                  |                   |                 |  |
| 98 | The Dummy                            | Abner Biberman                  | Lee Polk / Rod Serling           | 4 mei 1962        | 4826            |  |
| Een buikspreker blijkt onder controle te staan van de pop die hij voor zijn act gebruikt.                                                                                  |                                      |                                 |                                  |                   |                 |  |
| 99 | Young Man's Fancy                    | Buck Houghton                   | Richard Matheson                 | 11 mei 1962       | 4813            |  |
| Een pas getrouwde man weigert de herinneringen aan zijn overleden moeder en zijn jeugd los te laten.                                                                       |                                      |                                 |                                  |                   |                 |  |
| 100 | I Sing the Body Electric             | James Sheldon / William Claxton | Ray Bradbury                     | 18 mei 1962       | 4826            |  |
| Een robotgrootmoeder helpt een weduwnaar zijn kinderen op te voeden. |                                      |                                 |                                  |                   |                 |  |
| 101 | Cavender Is Coming                   | Christian Nyby                  | Rod Serling                      | 25 mei 1962       | 4827            |  |
| Een beschermengel probeert een vrouw te helpen haar leven te verbeteren.                                                                                                   |                                      |                                 |                                  |                   |                 |  |
| 102 | The Changing of the Guard            | Robert Ellis Miller             | Rod Serling                      | 1 juni 1962       | 4835            |  |
| Een professor die gedwongen met pensioen moet krijgt bezoek van de geesten van de studenten die hij geïnspireerd heeft.                                                    |                                      |                                 |                                  |                   |                 |  |

### Seizoen 4: 1963
| Nr. | Titel                               | Regisseur          | Schrijver(s)                  | Uitzenddatum     | Productienummer |  |
| --- | ----------------------------------- | ------------------ | ----------------------------- | ---------------- | --------------- |  |
| 103 | In His Image                        | Perry Lafferty     | Charles Beaumont              | 3 januari 1963   | 4851            |  |
| Een man ontdekt dat hij eigenlijk een robot is. |                                     |                    |                               |                  |                 |  |
| 104 | The Thirty-Fathom Grave             | Perry Lafferty     | Rod Serling                   | 10 januari 1963  | 4857            |  |
| Een marineschip ontdekt een duikboot uit de Tweede Wereldoorlog op de zeebodem. De duikboot maakt nog steeds geluiden. |                                     |                    |                               |                  |                 |  |
| 105 | Valley of the Shadow                | Perry Lafferty     | Charles Beaumont              | 17 januari 1963  | 4861            |  |
| Een journalist ontdekt de verbazingwekkende technologie van een stad die hij bezoekt. |                                     |                    |                               |                  |                 |  |
| 106 | He's Alive                          | Stuart Rosenberg   | Rod Serling                   | 24 januari 1963  | 4856            |  |
| Een Amerikaanse neonazi krijgt inspiratie van de geest van Adolf Hitler. |                                     |                    |                               |                  |                 |  |
| 107 | Mute                                | Stuart Rosenberg   | Richard Matheson              | 31 januari 1963  | 4858            |  |
| Een meisje dat niet kan praten maar wel over telepathische vaardigheden beschikt verliest haar ouders in een brand. |                                     |                    |                               |                  |                 |  |
| 108 | Death Ship                          | Don Medford        | Richard Matheson              | 7 februari 1963  | 4850            |  |
| Na te zijn geland op een vreemde planeet vindt de crew van een ruimteschip de wrakstukken van een ander schip. Dit schip is niet alleen vrijwel identiek aan hun eigen schip, aan boord vinden ze de dode dubbelgangers van zichzelf. |                                     |                    |                               |                  |                 |  |
| 109 | Jess-Belle                          | Buzz Kulik         | Earl Hamner, Jr.              | 14 februari 1963 | 4855            |  |
| Een vrouw roept de hulp in van een heks om haar geliefde terug te krijgen. |                                     |                    |                               |                  |                 |  |
| 110 | Miniature                           | Walter Grauman     | Charles Beaumont              | 21 februari 1963 | 4862            |  |
| Een man wordt verliefd op een pop in een museum. |                                     |                    |                               |                  |                 |  |
| 111 | Printer's Devil                     | Ralph Senensky     | Charles Beaumont              | 28 februari 1963 | 4864            |  |
| De eigenaar van een slecht lopende krant krijgt hulp van de duivel. |                                     |                    |                               |                  |                 |  |
| 112 | No Time Like the Past               | Justus Addiss      | Rod Serling                   | 7 maart 1963     | 4853            |  |
| Een man met een tijdmachine probeert enkele rampzalige gebeurtenissen uit het verleden te veranderen. |                                     |                    |                               |                  |                 |  |
| 113 | The Parallel                        | Alan Crosland, Jr. | Rod Serling                   | 14 maart 1963    | 4859            |  |
| Een astronaut verliest het bewustzijn tijdens zijn terugkeer op aarde, en ontwaakt in een parallel universum. |                                     |                    |                               |                  |                 |  |
| 114 | I Dream of Genie                    | Robert Gist        | John Furia, Jr.               | 21 maart 1963    | 4860            |  |
| Een man krijgt een wens aangeboden van een geest. |                                     |                    |                               |                  |                 |  |
| 115 | The New Exhibit                     | John Brahm         | Jerry Sohl                    | 4 april 1963     | 4866            |  |
| Een museumsuppoost neemt de wassen beelden van vijf moordenaars mee naar zijn huis wanneer het museum sluit. |                                     |                    |                               |                  |                 |  |
| 116 | Of Late I Think of Cliffordville    | David Lowell Rich  | Malcolm Jameson / Rod Serling | 11 april 1963    | 4867            |  |
| Een oude zakenman maakt een deal met de duivel om terug te gaan naar zijn thuisstad en het leven weer van voorafaan te beginnen. |                                     |                    |                               |                  |                 |  |
| 117 | The Incredible World of Horace Ford | Abner Biberman     | Reginald Rose                 | 18 april 1963    | 4854            |  |
| Een speelgoedontwerper keert terug naar de buurt waarin hij is opgegroeid. |                                     |                    |                               |                  |                 |  |
| 118 | On Thursday We Leave for Home       | Buzz Kulik         | Rod Serling                   | 2 mei 1963       | 4868            |  |
| De leider van een groep gestrande ruimtereizigers probeert zijn positie te behouden wanneer de groep gered gaat worden. |                                     |                    |                               |                  |                 |  |
| 119 | Passage on the Lady Anne            | Lamont Johnson     | Charles Beaumont              | 23 mei 1963      | 4869            |  |
| Een koppel met huwelijksproblemen belandt op een schip met een groep oude passagiers. |                                     |                    |                               |                  |                 |  |
| 120 | The Bard                            | David Butler       | Rod Serling                   | 23 mei 1963      | 4852            |  |
| Een scriptschrijver gebruikt zwarte magie om de geest van William Shakespeare op te roepen. |                                     |                    |                               |                  |                 |  |

### Seizoen 5: 1963-1964
| Nr. | Titel                                  | Regisseur           | Schrijver(s)                           | Uitzenddatum      | Productienummer |  |
| --- | -------------------------------------- | ------------------- | -------------------------------------- | ----------------- | --------------- |  |
| 121 | In Praise of Pip                       | Joseph M. Newman    | Rod Serling                            | 27 september 1963 | 2607            |  |
| Een man brengt het ultieme offer om het leven van zijn zoon te sparen.                                                                |                                        |                     |                                        |                   |                 |  |
| 122 | Steel                                  | Don Weis            | Richard Matheson                       | 4 oktober 1963    | 2602            |  |
| In een tijd waarin gevechten tussen mensen verboden zijn, neemt een oude bokser de plaats in van een robotvechter.                    |                                        |                     |                                        |                   |                 |  |
| 123 | Nightmare at 20,000 Feet               | Richard Donner      | Richard Matheson                       | 11 oktober 1963   | 2605            |  |
| Een man die net is genezen van een zenuwinzinking ziet blijkbaar als enige hoe een gremlin het vliegtuig waar hij in zit vernielt.    |                                        |                     |                                        |                   |                 |  |
| 124 | A Kind of a Stopwatch                  | John Rich           | Rod Serling                            | 18 oktober 1963   | 2609            |  |
| Een man ontvangt een stopwatch waarmee hij de tijd stil kan zetten.                                                                   |                                        |                     |                                        |                   |                 |  |
| 125 | The Last Night of a Jockey             | Joseph M. Newman    | Rod Serling                            | 25 oktober 1963   | 2616            |  |
| Een jockey die verbannen is van paardenraces wenst een grote man te worden.                                                           |                                        |                     |                                        |                   |                 |  |
| 126 | Living Doll                            | Richard C. Sarafian | Jerry Sohl                             | 1 november 1963   | 2621            |  |
| Een meisje ontvangt een pop die een eigen leven lijkt te leiden.                                                                      |                                        |                     |                                        |                   |                 |  |
| 127 | The Old Man in the Cave                | Alan Crosland Jr.   | Rod Serling                            | 8 november 1963   | 2603            |  |
| Een mysterieuze “oude man in de grot” leidt een groep overlevenden van een nucleaire oorlog.                                          |                                        |                     |                                        |                   |                 |  |
| 128 | Uncle Simon                            | Don Siegel          | Rod Serling                            | 15 november 1963  | 2604            |  |
| Een vrouw vermoord haar oom om zo haar erfenis te krijgen.                                                                            |                                        |                     |                                        |                   |                 |  |
| 129 | Probe 7, Over and Out                  | Ted Post            | Rod Serling                            | 29 november 1963  | 2622            |  |
| Ruimtereiziger Adam Cook stort neer op een schijnbaar verlaten planeet.                                                               |                                        |                     |                                        |                   |                 |  |
| 130 | The 7th Is Made Up of Phantoms         | Alan Crosland Jr.   | Rod Serling                            | 6 december 1963   | 2606            |  |
| De crew van een National Guard tank begint vreemde dingen te zien tijdens de oorlogsspelen in Little Bighorn.                         |                                        |                     |                                        |                   |                 |  |
| 131 | A Short Drink From a Certain Fountain  | Bernard Girard      | Rod Serling                            | 13 december 1963  | 2614            |  |
| Een oude man die verliefd is op een jonge vrouw probeert een experimenteel jeugdserum.                                                |                                        |                     |                                        |                   |                 |  |
| 132 | Ninety Years Without Slumbering        | Roger Kay           | George Clayton Johnson / Richard DeRoy | 20 december 1963  | 2615            |  |
| Een oude man vreest dat hij zal sterven zodra zijn grootvaders klok stil komt te staan.                                               |                                        |                     |                                        |                   |                 |  |
| 133 | Ring-a-Ding Girl                       | Alan Crosland Jr.   | Earl Hamner, Jr.                       | 27 december 1963  | 2623            |  |
| Een filmster ontvangt een magische ring van de fanclub uit haar thuisstad.                                                            |                                        |                     |                                        |                   |                 |  |
| 134 | You Drive                              | John Brahm          | Earl Hamner, Jr.                       | 3 januari 1964    | 2625            |  |
| Wanneer een man een kind aanrijdt met zijn auto en na de aanrijding wegvlucht, begint zijn auto een eigen leven te leiden.            |                                        |                     |                                        |                   |                 |  |
| 135 | The Long Morrow                        | Robert Florey       | Rod Serling                            | 10 januari 1964   | 2624            |  |
| Een ruimtereiziger vertrekt op een missie van 40 jaar. Onderweg neemt hij een beslissing die zijn leven zal veranderen.               |                                        |                     |                                        |                   |                 |  |
| 136 | The Self-Improvement of Salvadore Ross | Don Siegel          | Jerry McNeely                          | 17 januari 1964   | 2612            |  |
| Een man gebruikt magie om ruiltjes te maken met mensen.                                                                               |                                        |                     |                                        |                   |                 |  |
| 137 | Number 12 Looks Just Like You          | Abner Biberman      | Charles Beaumont / John Tomerlin       | 24 januari 1964   | 2618            |  |
| In de toekomst besluit een vrouw niet de operatie te ondergaan die alle mensen op hun negentiende ondergaan.                          |                                        |                     |                                        |                   |                 |  |
| 138 | Black Leather Jackets                  | Joseph M. Newman    | Earl Hamner, Jr.                       | 31 januari 1964   | 2628            |  |
| Hoewel ze eruitzien als een motorbende, is de groep mannen in kwestie in werkelijkheid de voorhoede van een buitenaards invasieleger. |                                        |                     |                                        |                   |                 |  |
| 139 | Night Call                             | Jacques Tourneur    | Bernard C. Schoenfeld                  | 7 februari 1964   | 2610            |  |
| Een oude vrouw ontvangt vreemde telefoontjes gedurende de nacht.                                                                      |                                        |                     |                                        |                   |                 |  |
| 140 | From Agnes-With Love                   | Richard Donner      | Richard Matheson                       | 14 februari 1964  | 2629            |  |
| Een computerprogrammeur maakt een supercomputer. De machine wordt verliefd op zijn maker.                                             |                                        |                     |                                        |                   |                 |  |
| 141 | Spur of the Moment                     | Elliot Silverstein  | Richard Matheson                       | 21 februari 1964  | 2608            |  |
| Een jonge vrouw wordt geterroriseerd door een mysterieuze vrouw op een paard.                                                         |                                        |                     |                                        |                   |                 |  |
| 142 | An Occurrence at Owl Creek Bridge      | Robert Enrico       | Ambrose Bierce                         | 28 februari 1964  | NA              |  |
| Een gevangene uit de Burgeroorlog zal worden opgehangen aan de Owl Creek Bridge.                                                      |                                        |                     |                                        |                   |                 |  |
| 143 | Queen of the Nile                      | John Brahm          | Jerry Sohl / Charles Beaumont          | 6 maart 1964      | 2626            |  |
| Een filmactrice wordt geïnterviewd door een columnist die zo haar geheim van de jeugd ontdekt.                                        |                                        |                     |                                        |                   |                 |  |
| 144 | What's in the Box                      | John Brahm          | Martin M. Goldsmith                    | 13 maart 1964     | 2635            |  |
| De televisie van een man begint diens verleden, heden en toekomst te tonen.                                                           |                                        |                     |                                        |                   |                 |  |
| 145 | The Masks                              | Ida Lupino          | Rod Serling                            | 20 maart 1964     | 2601            |  |
| Een stervende man zorgt dat zijn familieleden hun ware zelf te zien krijgen.                                                          |                                        |                     |                                        |                   |                 |  |
| 146 | I Am the Night-Color Me Black          | Abner Biberman      | Rod Serling                            | 27 maart 1964     | 2630            |  |
| De zon komt niet op op de dag dat een man die ten onrechte ter dood is veroordeeld zou worden geëxecuteerd.                           |                                        |                     |                                        |                   |                 |  |
| 147 | Sounds and Silences                    | Richard Donner      | Rod Serling                            | 3 april 1964      | 2631            |  |
| Een man die van lawaai houdt krijgt problemen.                                                                                        |                                        |                     |                                        |                   |                 |  |
| 148 | Caesar and Me                          | Robert Butler       | A.T. Strassfield                       | 10 april 1964     | 2636            |  |
| Een onsuccesvolle buikspeker wordt door zijn pop aangemoedigd een paar overvallen te plegen.                                          |                                        |                     |                                        |                   |                 |  |
| 149 | The Jeopardy Room                      | Richard Donner      | Rod Serling                            | 17 april 1964     | 2639            |  |
| Een KGB-agent komt vast te zitten in zijn hotelkamer.                                                                                 |                                        |                     |                                        |                   |                 |  |
| 150 | Stopover in a Quiet Town               | Ron Winston         | Earl Hamner, Jr.                       | 24 april 1964     | 2611            |  |
| Een getrouwd koppel ontwaakt alleen in een verlaten stad.                                                                             |                                        |                     |                                        |                   |                 |  |
| 151 | The Encounter                          | Robert Butler       | Martin M. Goldsmith                    | 1 mei 1964        | 2640            |  |
| Een veteraan uit de Tweede Wereldoorlog en een jonge Japanse man hebben een ontmoeting.                                               |                                        |                     |                                        |                   |                 |  |
| 152 | Mr. Garrity and the Graves             | Ted Post            | Rod Serling                            | 8 mei 1964        | 2637            |  |
| Een handelsreiziger biedt aan alle doden in een Westernstadje weer tot leven te brengen.                                              |                                        |                     |                                        |                   |                 |  |
| 153 | The Brain Center at Whipple's          | Richard Donner      | Rod Serling                            | 15 mei 1964       | 2632            |  |
| De eigenaar van een fabriek vervangt zijn werknemers door machines.                                                                   |                                        |                     |                                        |                   |                 |  |
| 154 | Come Wander With Me                    | Richard Donner      | Anthony Wilson                         | 22 mei 1964       |                 |  |
| De Rock-A-Billy Kid arriveert in een klein stadje om inspiratie op te doen.                                                           |                                        |                     |                                        |                   |                 |  |
| 155 | The Fear                               | Ted Post            | Rod Serling                            | 29 mei 1964       | 2633            |  |
| Een sheriff en een New Yorkse socialite komen samen vast te zitten in een hutje.                                                      |                                        |                     |                                        |                   |                 |  |
| 156 | The Bewitchin' Pool                    | Joseph M. Newman    | Earl Hamner, Jr.                       | 19 juni 1964      | 2619            |  |
| Twee kinderen reizen via het zwembad in hun tuin naar een andere wereld.                                                              |                                        |                     |                                        |                   |                 |  |

## The New Twilight Zone (1985-1989)

### Seizoen 1: 1985-1986
| Nr. | Titel                                | Regisseur                                | Schrijver(s)                                             | Uitzenddatum      | Productienummer |  |
| --- | ------------------------------------ | ---------------------------------------- | -------------------------------------------------------- | ----------------- | --------------- |  |
| 1a | Shatterday                           | Wes Craven                               | Harlan Ellison / Alan Brennert                           | 27 september 1985 |                 |  |
| Een man (Bruce Willis) belt per ongeluk naar zijn eigen huis, en krijgt zijn alter-ego aan de lijn.                                                             |                                      |                                          |                                                          |                   |                 |  |
| 1b | A Little Peace and Quiet             | Wes Craven                               | James Crocker                                            | 27 september 1985 |                 |  |
| Een vrouw krijgt de gave om de tijd stil te zetten. |                                      |                                          |                                                          |                   |                 |  |
| 2a | Wordplay                             | Wes Craven                               | Rockne S. O'Bannon                                       | 4 oktober 1985    |                 |  |
| Een overwerkte zakenman die de nieuwe productielijn van zijn bedrijf moet leren kennen kan opeens niemand meer verstaan.                                        |                                      |                                          |                                                          |                   |                 |  |
| 2b | Dreams for Sale                      | Tommy Lee Wallace                        | Joe Gannon                                               | 4 oktober 1985    |                 |  |
| Een vrouw ontdekt dat de picnick met haar familie slechts een illusie is, in haar hoofd geplaatst door een machine.                                             |                                      |                                          |                                                          |                   |                 |  |
| 2c | Chameleon                            | Wes Craven                               | James Crocker                                            | 4 oktober 1985    |                 |  |
| Een spaceshuttle keert terug van een missie en NASA ontdekt dat de shuttle iets ongebruikelijks heeft opgepikt.                                                 |                                      |                                          |                                                          |                   |                 |  |
| 3a | Healer                               | Sigmund Neufeld Jr.                      | Michael Bryant                                           | 11 oktober 1985   |                 |  |
| Een man steelt een steen uit het museum. De steen geeft hem de kracht anderen te genezen.                                                                       |                                      |                                          |                                                          |                   |                 |  |
| 3b | Children's Zoo                       | Robert Downey                            | Chris Hubbell / Gerrit Graham                            | 11 oktober 1985   |                 |  |
| Een meisje krijgt de kans haar ouders in te ruilen. |                                      |                                          |                                                          |                   |                 |  |
| 3c | Kentucky Rye                         | John Hancock                             | Delree Todd / Chip Duncan / Richard Krzemien             | 11 oktober 1985   |                 |  |
| Een dronken chauffeur komt bij in een bar genaamd "Kentucky Rye."                                                                                               |                                      |                                          |                                                          |                   |                 |  |
| 4a | Little Boy Lost                      | Tommy Lee Wallace                        | Michael Cassutt                                          | 18 oktober 1985   |                 |  |
| Een jonge fotografe die op het punt staat te kiezen tussen haar carrière of trouwen met haar vriend ontmoet een vreemde, maar tegelijk bekende, jongen.         |                                      |                                          |                                                          |                   |                 |  |
| 4b | Wish Bank                            | Rick Friedberg                           | Michael Cassutt                                          | 18 oktober 1985   |                 |  |
| Een vrouw vindt een magische lamp bij een garageverkoop. |                                      |                                          |                                                          |                   |                 |  |
| 4c | Nightcrawlers                        | William Friedkin                         | Philip DeGuere                                           | 18 oktober 1985   |                 |  |
| Een Vietnam veteraan die destijds zijn eenheid in de steek liet is bang dat zijn mede-soldaten van toen op hem jagen.                                           |                                      |                                          |                                                          |                   |                 |  |
| 5a | If She Dies                          | John Hancock                             | David Bennett Carren                                     | 25 oktober 1985   |                 |  |
| Een vader, wiens dochter in coma ligt, krijgt bezoek van de geest van een jong meisje.                                                                          |                                      |                                          |                                                          |                   |                 |  |
| 5b | Ye Gods                              | Peter Medak                              | Anne Collins                                             | 25 oktober 1985   |                 |  |
| Een man negeert Cupido's pijl. |                                      |                                          |                                                          |                   |                 |  |
| 6a | Examination Day                      | Paul Lynch                               | Henry Slesar / Philip DeGuere                            | 1 november 1985   |                 |  |
| Een 12-jarige jongen moet een intelligentietest ondergaan. |                                      |                                          |                                                          |                   |                 |  |
| 6b | A Message From Charity               | Peter Medak                              | William M. Lee / Alan Brennert                           | 1 november 1985   |                 |  |
| Een tiener met een ziekte krijgt telepathisch contact met een meisje uit het verleden.                                                                          |                                      |                                          |                                                          |                   |                 |  |
| 7a | Teacher's Aide                       | B.W.L. Norton                            | Steven Barnes                                            | 8 november 1985   |                 |  |
| Een leraar die les moet geven op een school voor onhandelbare jongeren krijgt hulp van een mysterieuze gargoyle.                                                |                                      |                                          |                                                          |                   |                 |  |
| 7b | Paladin of the Lost Hour             | Gilbert Cates (vermeld als Alan Smithee) | Harlan Ellison                                           | 8 november 1985   |                 |  |
| Mr. Gaspar is de beschermer van een magisch tijdstukje; een horloge dat het laatste uur bevat.                                                                  |                                      |                                          |                                                          |                   |                 |  |
| 8a | Act Break                            | Ted Flicker                              | Haskell Barkin                                           | 15 november 1985  |                 |  |
| Een schrijver van toneelstukken gebruikt een oud voorwerp om een wens te doen.                                                                                  |                                      |                                          |                                                          |                   |                 |  |
| 8b | The Burning Man                      | J.D. Feigelson                           | Ray Bradbury / J.D. Feigelson                            | 15 november 1985  |                 |  |
| Een vrouw en haar neefje bieden een man een lift aan. De man waarschuwt hen voor naderend gevaar.                                                               |                                      |                                          |                                                          |                   |                 |  |
| 8c | Dealer's Choice                      | Wes Craven                               | Donald Todd                                              | 15 november 1985  |                 |  |
| Een groep vrienden zit te kaarten, ze geloven dat hun gast de duivel is.                                                                                        |                                      |                                          |                                                          |                   |                 |  |
| 9a | Dead Woman's Shoes                   | Peter Medak                              | Lynn Barker                                              | 22 november 1985  |                 |  |
| Een verlegen vrouw probeert een nieuw paar schoenen, en haar persoonlijkheid veranderd meteen.                                                                  |                                      |                                          |                                                          |                   |                 |  |
| 9b | Wong's Lost and Found Emporium       | Paul Lynch                               | William F. Wu / Alan Brennert                            | 22 november 1985  |                 |  |
| Een man die zijn geluk is verloren zoekt ernaar in een winkel.                                                                                                  |                                      |                                          |                                                          |                   |                 |  |
| 10a | The Shadow Man                       | Joe Dante                                | Rockne S. O'Bannon                                       | 29 november 1985  |                 |  |
| De Shadow Man, een mysterieus wezen gemaakt van duisternis, beschermt een jongen tegen de duisternis op voorwaarde dat hij onder diens bed mag blijven.         |                                      |                                          |                                                          |                   |                 |  |
| 10b | The Uncle Devil Show                 | David Steinberg                          | Donald Todd                                              | 29 november 1985  |                 |  |
| Een jongen leert wat goocheltrucs van Uncle Devil, de presentator van een kinderserie.                                                                          |                                      |                                          |                                                          |                   |                 |  |
| 10c | Opening Day                          | John Milius                              | Gerrit Graham / Chris Hubbell                            | 29 november 1985  |                 |  |
| Een vrouw wil haar man vermoorden op de dag dat het jachtseizoen begint.                                                                                        |                                      |                                          |                                                          |                   |                 |  |
| 11a | The Beacon                           | Gerd Oswald                              | Martin Pasko / Rebecca Parr                              | 6 december 1985   |                 |  |
| Een jonge dokter belandt in een vreemd stadje waarvan de bewoners een vuurtoren vereren.                                                                        |                                      |                                          |                                                          |                   |                 |  |
| 11b | One Life, Furnished in Early Poverty | Don Carlos Dunaway                       | Harlan Ellison / Alan Brennert                           | 6 december 1985   |                 |  |
| Een man belandt in het verleden wanneer hij zijn oude huis bezoekt.                                                                                             |                                      |                                          |                                                          |                   |                 |  |
| 12a | Her Pilgrim Soul                     | Wes Craven                               | Alan Brennert                                            | 13 december 1985  |                 |  |
| Twee wetenschappers maken een hologramprojector die een beeld van een vrouw projecteert.                                                                        |                                      |                                          |                                                          |                   |                 |  |
| 12b | I of Newton                          | Kenneth Gilbert                          | Joe Haldeman                                             | 13 december 1985  |                 |  |
| Een professor biedt aan zijn ziel te verkopen om een ingewikkeld wiskundig probleem op te kunnen lossen.                                                        |                                      |                                          |                                                          |                   |                 |  |
| 13a | Night of the Meek                    | Martha Coolidge                          | Rockne S. O'Bannon                                       | 20 december 1985  |                 |  |
| Een ontslagen acteur die voor kerstman speelde krijgt een magische zak.                                                                                         |                                      |                                          |                                                          |                   |                 |  |
| 13b | But Can She Type                     | Shelley Levinson                         | Alan Brennert                                            | 20 december 1985  |                 |  |
| Een overwerkte secretaresse belandt in een parallel universum.                                                                                                  |                                      |                                          |                                                          |                   |                 |  |
| 13c | The Star                             | Gerd Oswald                              | Arthur C. Clarke / Alan Brennert                         | 20 december 1985  |                 |  |
| In de verre toekomst ontdekken een priester en een astrofysicus een al lang gestorven wereld die nog altijd signalen uitzendt.                                  |                                      |                                          |                                                          |                   |                 |  |
| 14a | Still Life                           | Peter Medak                              | Gerrit Graham / Chris Hubbell                            | 3 januari 1986    |                 |  |
| Een professionele fotograaf koopt een antieke kist, waarin hij een klassieke camera ontdekt.                                                                    |                                      |                                          |                                                          |                   |                 |  |
| 14b | The Little People of Killany Woods   | J.D. Feigelson                           | J.D. Feigelson                                           | 3 januari 1986    |                 |  |
| Een dronkaard ontmoet een groep van kleine mensen. |                                      |                                          |                                                          |                   |                 |  |
| 14c | The Misfortune Cookie                | Allan Arkush                             | Charles E. Fritch / Steven Rae a.k.a. Rockne S. O'Bannon | 3 januari 1986    |                 |  |
| Een voedselinspecteur ontvangt gelukskoekjes met daarin berichten die allemaal uitkomen.                                                                        |                                      |                                          |                                                          |                   |                 |  |
| 15a | Monsters!                            | B.W.L. Norton                            | Robert Crais                                             | 24 januari 1986   |                 |  |
| Een jongen die houdt van monsterfilms krijgt een vreemde nieuwe buurman.                                                                                        |                                      |                                          |                                                          |                   |                 |  |
| 15b | A Small Talent for War               | Claudia Weill                            | Alan Brennert / Carter Scholz                            | 24 januari 1986   |                 |  |
| Een buitenaards ras dat beweert de schepper te zijn van het menselijk ras keert terug naar de aarde om hun creatie te beoordelen.                               |                                      |                                          |                                                          |                   |                 |  |
| 15c | A Matter of Minutes                  | Sheldon Larry                            | Harlan Ellison / Rockne S. O'Bannon                      | 24 januari 1986   |                 |  |
| Een getrouwd koppel ontdekt bij het ontwaken dat de wereld stilstaat.                                                                                           |                                      |                                          |                                                          |                   |                 |  |
| 16a | The Elevator                         | R.L. Thomas                              | Ray Bradbury                                             | 31 januari 1986   |                 |  |
| Twee broers breken in bij het lab van hun vader om diens onderzoek te stelen.                                                                                   |                                      |                                          |                                                          |                   |                 |  |
| 16b | To See the Invisible Man             | Noel Black                               | Robert Silverberg / Steven Barnes                        | 31 januari 1986   |                 |  |
| Een man wordt veroordeeld tot een jaar “onzichtbaarheid”. |                                      |                                          |                                                          |                   |                 |  |
| 16c | Tooth and Consequences               | Robert Downey                            | Haskell Barkin                                           | 31 januari 1986   |                 |  |
| De tandenfee geeft een tandarts wat hij wil. |                                      |                                          |                                                          |                   |                 |  |
| 17a | Welcome to Winfield                  | Bruce Bilson                             | Les Enloe                                                | 7 februari 1986   | 48              |  |
| Een man die op de vlucht is voor de dood, belandt in een stadje uit het Wilde Westen.                                                                           |                                      |                                          |                                                          |                   |                 |  |
| 17b | Quarantine                           | Martha Coolidge                          | Alan Brennert                                            | 7 februari 1986   | 49              |  |
| Een wapenmaker wordt ingevroren en ontwaakt drie eeuwen later.                                                                                                  |                                      |                                          |                                                          |                   |                 |  |
| 18a | Gramma                               | Bradford Mei                             | Stephen King / Harlan Ellison                            | 14 februari 1986  |                 |  |
| Een jongen is ervan overtuigd dat zijn ijlende grootmoeder een monster is.                                                                                      |                                      |                                          |                                                          |                   |                 |  |
| 18b | Personal Demons                      | Peter Medak                              | Rockne S. O'Bannon                                       | 14 februari 1986  |                 |  |
| Een professionele schrijver begint vreemde wezens te zien nadat hij klaagt over zijn schrijversblok.                                                            |                                      |                                          |                                                          |                   |                 |  |
| 18c | Cold Reading                         | Gus Trikonis                             | Martin Pasko / Rebecca Parr                              | 14 februari 1986  |                 |  |
| Een acteur krijgt een baan bij een populaire radioshow, maar ontdekt al snel dat alles wat in de show wordt verteld werkelijkheid wordt binnen de studio.       |                                      |                                          |                                                          |                   |                 |  |
| 19a | Leprechaun Artist                    | Tommy Lee Wallace                        | Tommy Lee Wallace                                        | 21 februari 1986  |                 |  |
| Drie jongens vangen een leprechaun, een trol-achtige wezen. |                                      |                                          |                                                          |                   |                 |  |
| 19b | Dead Run                             | Paul Tucker                              | Greg Bear / Alan Brennert                                | 21 februari 1986  |                 |  |
| Een vrachtwagenchauffeur accepteert een baan om zielen naar de hel te brengen.                                                                                  |                                      |                                          |                                                          |                   |                 |  |
| 20a | Profile in Silver                    | John Hancock                             | J. Neil Schulman                                         | 7 maart 1986      |                 |  |
| Een professor uit de toekomst wordt teruggestuurd naar het verleden om de moord op President John F. Kennedy te zien.                                           |                                      |                                          |                                                          |                   |                 |  |
| 20b | Button, Button                       | Peter Medak                              | Richard Matheson                                         | 7 maart 1986      |                 |  |
| Een vreemdeling geeft een koppel een doos met een knop erop. Iedere keer dat ze op de knop drukken krijgen ze een grote lading geld, maar sterft er ook iemand. |                                      |                                          |                                                          |                   |                 |  |
| 21a | Need to Know                         | Paul Lynch                               | Mary Sheldon                                             | 21 maart 1986     |                 |  |
| Een wetenschapper moet een mysterieuze uitbraak van gestoordheid onderzoeken.                                                                                   |                                      |                                          |                                                          |                   |                 |  |
| 21b | Red Snow                             | Jeannot Szwarc                           | Michael Cassutt                                          | 21 maart 1986     |                 |  |
| Russische legerkolonel Ilyanov wordt naar Siberië gestuurd om de dood van een lokale official van de communistische partij te onderzoeken.                      |                                      |                                          |                                                          |                   |                 |  |
| 22a | Take My Life...Please!               | Gus Trikonis                             | Gordon Mitchell                                          | 28 maart 1986     |                 |  |
| Een succesvolle komiek steelt een act van een collega, en betaalt daarvoor een hoge prijs.                                                                      |                                      |                                          |                                                          |                   |                 |  |
| 22b | Devil's Alphabet                     |                                          |                                                          | 28 maart 1986     |                 |  |
| ... |                                      |                                          |                                                          |                   |                 |  |
| 22c | The Library                          | John Hancock                             | Anne Collins                                             | 28 maart 1986     |                 |  |
| Een vrouw wordt ingehuurd om in een privé-bibliotheek te werken, en ontdekt al snel dat de boeken ieders leven bijhouden.                                       |                                      |                                          |                                                          |                   |                 |  |
| 23a | Shadow Play                          | Paul Lynch                               | James Crocker                                            | 4 april 1986      |                 |  |
| Een man is ervan overtuigd dat de realiteit zoals wij die kennen afhangt van zijn leven.                                                                        |                                      |                                          |                                                          |                   |                 |  |
| 23b | Grace Note                           |                                          |                                                          | 4 april 1986      |                 |  |
| ... |                                      |                                          |                                                          |                   |                 |  |
| 24a | A Day in Beaumont                    |                                          |                                                          | 11 april 1986     |                 |  |
| ... |                                      |                                          |                                                          |                   |                 |  |
| 24b | The Last Defender of Camelot         |                                          |                                                          | 11 april 1986     |                 |  |
| ... |                                      |                                          |                                                          |                   |                 |  |

### Seizoen 2: 1986-1987
1. "The Once and Future King" en "A Saucer of Loneliness"
2. "What Are Friends For?" en "Aqua Vita"
3. "The Storyteller" en "Nightsong"
4. "The After Hours", "Lost and Found" en "The World Next Door"
5. "The Toys of Caliban"
6. "The Convict's Piano"
7. "The Road Less Traveled"
8. "The Card" en "The Junction"
9. "Joy Ride", "Shelter Skelter" en "Private Channel"
10. "Time and Teresa Golowitz" en "Voices in the Earth"
11. "Song of the Younger World" en "The Girl I Married"

### Seizoen 3: 1988-1989
1. "The Curious Case of Edgar Witherspoon"
2. "Extra Innings"
3. "The Crossing"
4. "The Hunters"
5. "Dream Me a Life"
6. "Memories"
7. "The Hellgramite Method"
8. "Our Sylena is Dying"
9. "The Call"
10. "The Trance"
11. "Acts of Terror"
12. "20/20 Vision"
13. "There Was an Old Woman"
14. "The Trunk"
15. "Appointment on Route 17"
16. "The Cold Equations"
17. "Strangers in Possum Meadows"
18. "Street of Shadows"
19. "Something in the Walls"
20. "A Game of Pool"
21. "The Wall"
22. "Room 2426"
23. "The Mind of Simon Foster"
24. "Cat and Mouse"
25. "Many, Many Monkeys"
26. "Rendezvous in a Dark Place"
27. "Special Service"
28. "Love is Blind"
29. "Crazy as a Soup Sandwich"
30. "Father and Son Game"

## The Twilight Zone (2002) (2002-2003)
| Nr. | Titel                                 | Uitzenddatum      |  |
| --- | ------------------------------------- | ----------------- |  |
| 01 | Evergreen                             | 18 september 2002 |  |
| Jenna is een rebelse tiener. In een poging haar onder controle te houden verhuizen haar ouders naar een gesloten gemeenschap. |                                       |                   |  |
| 02 | One Night at Mercy                    | 18 september 2002 |  |
| Dr Jay Ferguson redt een man die op het punt staat zelfmoord te plegen. Op de vraag wie hij is beweert de man “de dood” te zijn. |                                       |                   |  |
| 03 | Shades of Guilt                       | 25 september 2002 |  |
| Nadat hij een negroïde man die om hulp vraagt negeert, begint Matt McGreevey zelf steeds meer op die man te lijken. |                                       |                   |  |
| 04 | Dream Lover                           | 25 september 2002 |  |
| Andrew Lomax maakt op een of andere manier het meisje uit zijn fantasie werkelijkheid. |                                       |                   |  |
| 05 | Cradle of Darkness                    | 2 oktober 2002    |  |
| Andrea Collins ontdekt dat ze door de tijd kan reizen. Ze besluit de jonge Adolf Hitler te vermoorden voordat hij de Tweede Wereldoorlog kan beginnen. |                                       |                   |  |
| 06 | Night Route                           |                   |  |
| Na bijna te zijn geraakt door een auto wordt een vrouw belaagd door een vreemde bus in haar straat. |                                       |                   |  |
| 07 | Time Lapse                            |                   |  |
| Een man ervaart een aantal gaten in zijn geheugen. De momenten die hij zich niet meer kan herinneren lijken verbonden te zijn met een plan de dochter van de president te vermoorden. |                                       |                   |  |
| 08 | Dead Man's Eyes                       |                   |  |
| Een vrouw zet de bril van haar vermoorde man op, en kan plotseling zien wat hij in zijn laatste momenten heeft meegemaakt. Zo hoopt ze de moord op te lossen. |                                       |                   |  |
| 09 | Pool Guy                              |                   |  |
| Een zwembadschoonmaker heeft voortdurend nachtmerries waarin hij wordt neergeschoten. |                                       |                   |  |
| 10 | Azoth the Avenger is a Friend of Mine |                   |  |
| Een jongen die zwaar te lijden heeft onder zijn hardhandige vader en een groep pestkoppen wenst zijn favoriete superheld tot leven. |                                       |                   |  |
| 11 | The Lineman, Part 1                   |                   |  |
| Na door de bliksem te zijn getroffen, krijgt Tyler de gave om andermans gedachten te horen. |                                       |                   |  |
| 12 | The Lineman, Part 2                   |                   |  |
| Tyler gebruikt zijn nieuwe gaven voor persoonlijk gewin, en ontdekt al snel dat dit zijn prijs heeft. |                                       |                   |  |
| 13 | Harsh Mistress                        |                   |  |
| Een muzikant genaamd Cory koopt een beruchte gitaar, waardoor hij in een klap beroemd wordt. |                                       |                   |  |
| 14 | Upgrade                               |                   |  |
| De droom van een huisvrouw komt uit wanneer haar familieleden worden vervangen door de voor haar perfecte mensen. Maar dan wil iemand ook haar vervangen. |                                       |                   |  |
| 15 | To Protect and Serve                  |                   |  |
| Een idealistische agent neemt een prostituee in bescherming. |                                       |                   |  |
| 16 | Chosen                                |                   |  |
| Een hopeloze man wijst twee koppige missionarissen de deur, maar beseft dan dat zij weleens het antwoord op zijn problemen zouden kunnen hebben. |                                       |                   |  |
| 17 | Sensuous Cindy                        |                   |  |
| Nadat hij zich heeft verloofd, zweert een man alle andere vrouwen af. Hij wordt getest op zijn belofte door een virtuele schoonheid. |                                       |                   |  |
| 18 | Hunted                                |                   |  |
| Een futuristische gemeenschap wordt aangevallen door een gewelddadige en mysterieuze moordenaar. |                                       |                   |  |
| 19 | Mr Motivation                         |                   |  |
| Een kwaadaardige speelgoedpop moedigt een verlegen man aan eindelijk in opstand te komen tegen zijn baas en weer controle over zijn leven te krijgen. |                                       |                   |  |
| 20 | Sanctuary                             |                   |  |
| In een moderne Hof van Eden kunnen een man en een vrouw niet de verleiding van technologie weerstaan. |                                       |                   |  |
| 21 | Future Trade                          |                   |  |
| Een man met een uitzichtloze baan en een slechte familie krijgt aangeboden van leven te ruilen met een man die alles op orde lijkt te hebben. |                                       |                   |  |
| 22 | Found and Lost                        |                   |  |
| Een zakenman krijgt een kans om het verleden te bezoeken en nogmaals te proberen de vrouw van wie hij hield ten huwelijk te vragen. |                                       |                   |  |
| 23 | Gabe's Story                          |                   |  |
| Een man die altijd pech heeft krijgt de kans zijn lot te veranderen. |                                       |                   |  |
| 24 | Last Lap                              |                   |  |
| Een terminaal zieke jonge man en zijn beste vriend besluiten nog eenmaal een ritje te maken in hun zelf opgeknapte racewagen. Dit heeft onverwachte gevolgen voor allebei. |                                       |                   |  |
| 25 | The Path                              |                   |  |
| Een ontevreden tabloidschrijver vertrouwt haar leven toe aan een toekomstvoorspeller, die haar op de hoogte houdt van toekomstige gebeurtenissen, zodat zij daar als eerste over kan schrijven.                                                                                             |                                       |                   |  |
| 26 | Fair Warning                          |                   |  |
| Een medewerker van een bloemenzaak wordt gestalkt door een van de vele persoonlijkheden van een medewerker uit een dierenwinkel. |                                       |                   |  |
| 27 | Another Life                          |                   |  |
| Een ongelukkige man wordt benaderd door een uniek bedrijf dat gespecialiseerd is in zaken zoals de zijne. Hij krijgt de kans het leven van een miljonair te gaan leven, maar ontdekt al snel de schaduwzijde hiervan.                                                                       |                                       |                   |  |
| 28 | Rewind                                |                   |  |
| Een gokker ontdekt een manier om terug in de tijd te reizen en wil dit gaan gebruiken om meer te winnen bij het gokken. |                                       |                   |  |
| 29 | Tagged                                |                   |  |
| Een bendelid wordt gedwongen een moord op te biechten wanneer een schilderij van zijn slachtoffer plotseling verandert in een getrouwe weergave van de plaats delict. |                                       |                   |  |
| 30 | Into the Light                        |                   |  |
| Een leraar erft de gave om de dood van haar studenten te zien aankomen. |                                       |                   |  |
| 31 | It's Still a Good Life                | 19 februari 2003  |  |
| Het vervolg op It's a Good Life. Anthony is nu een volwassen man, die zijn stad nog steeds in zijn greep houdt. Hij heeft zelf een dochter, die dezelfde krachten bezit als haar vader. |                                       |                   |  |
| 32 | The Monsters on Maple Street          |                   |  |
| Na een reeks mysterieuze gebeurtenissen beginnen de inwoners van een straat een mysterieuze familie ervan te verdenken terroristen te zijn. |                                       |                   |  |
| 33 | Memphis                               | 26 februari 2003  |  |
| Ray Ellison is een man die nog maar zes maanden te leven heeft vanwege een hersentumor. Hij wordt overreden door een auto en ontwaakt in het Memphis van 1968. Hij blijkt zich op de dag van Martin Luther Kings moord te bevinden, en probeert deze te voorkomen.                          |                                       |                   |  |
| 34 | How Much Do You Love Your Kid?        |                   |  |
| Een vrouw die op het punt van scheiden staat, belandt in een absurde spelshow waarin ze zich in levensgevaarlijke situaties moet storten voor twee prijzen: een miljoen dollar, en haar zoon.                                                                                               |                                       |                   |  |
| 35 | The Placebo Effect                    |                   |  |
| Een man gaat naar het ziekenhuis, omdat hij denkt een dodelijke ziekte te hebben. Ondanks dat hij de symptomen van de ziekte tot in de details beschrijft, kunnen artsen niets vinden. De artsen ontdekken dat de man de gave heeft om datgene wat hij denkt werkelijkheid te laten worden. |                                       |                   |  |
| 36 | Cold Fusion                           |                   |  |
| Een briljante fysicus wordt door het leger naar een afgelegen lab gestuurd waar gewerkt wordt aan een oneindige krachtbron. Hij raakt betrokken bij een psychologische worsteling met de maker van de krachtbron.                                                                           |                                       |                   |  |
| 37 | The Pharaoh's Curse                   |                   |  |
| Een getalenteerde goochelaar zoekt het geheim achter een legendarische truc, die om een of andere reden altijd maar 1 keer per generatie wordt uitgevoerd. |                                       |                   |  |
| 38 | The Collection                        |                   |  |
| Een jonge vrouw moet een avond op een meisje passen. Om een of andere reden zijn alle vorige oppassers verdwenen, en wanneer de vrouw de levensechte poppenverzameling van het meisje ziet denkt ze te weten wat er met haar voorgangers is gebeurd.                                        |                                       |                   |  |
| 39 | Eye of the Beholder                   |                   |  |
| Een vrouw die wanhopig probeert te voldoen aan het schoonheidsideaal van haar samenleving ondergaat al voor de elfde keer een operatie. |                                       |                   |  |
| 40 | Developing                            |                   |  |
| Een jonge weduwe ontdekt foto's die haar overleden echtgenoot onmogelijk gemaakt kan hebben, en raakt ervan overtuigd dat haar man haar via de foto's probeert te bereiken vanuit het hiernamaals.                                                                                          |                                       |                   |  |
| 41 | The Executions of Grady Finch         |                   |  |
| Na drie gruwelijke pogingen tot executie krijgt een ter dood veroordeelde man een nieuw proces. Zijn advocaat kan hem dit keer vrij krijgen, maar beseft later pas de gevolgen. |                                       |                   |  |
| 42 | Homecoming                            |                   |  |
| Een legerofficier komt thuis en probeert zich te verzoenen met zijn zoon voordat de jongen zijn gruwelijke geheim ontdekt. |                                       |                   |  |
| 43 | Sunrise                               |                   |  |
| Drie collegestudenten verkennen wat Azteekse ruïnes. Ze activeren zo een oude vloek waardoor de zon dooft. De enige manier om de zon terug te brengen is iemand te offeren. |                                       |                   |  |
| 44 | Burned                                |                   |  |
| Een man wordt belaagd door de geesten van een groep kinderen die omkwamen in een brand die gesticht is in zijn opdracht. |                                       |                   |  |